# Emmanuel Boateng (futbolista nacido en 1996)
Emmanuel Okyere Boateng (Acra, 23 de mayo de 1996) es un futbolista ghanés que juega en la demarcación de delantero para el Gaziantep F. K. de la Superliga de Turquía.

## Trayectoria

### Inicios en Portugal
Empezó a formarse como futbolista en el Charity Stars FC de Ghana. Poco después viajó a Portugal para fichar por la disciplina del Rio Ave F. C. Un año después, el 10 de agosto de 2014, subió al primer equipo e hizo su debut como futbolista profesional en la Supercopa de Portugal contra el S. L. Benfica. El 7 de julio de 2015, junto a su compatriota Ernest Ohemeng, dejó el club para ser traspasado al Moreirense F. C., donde jugó durante dos temporadas. 

### Levante U. D.
El 16 de agosto de 2017 se hizo oficial su fichaje por el Levante U. D. por las próximas tres temporadas, con opción a una más.
El 13 de mayo de 2018 marcó su primer hat-trick de su carrera profesional y con el Levante U. D., dándole la histórica victoria a su club 5 a 4 sobre el Barca rompiendo la racha de imbatibilidad del conjunto catalán.

### China y regreso a Portugal
El 20 de febrero de 2019 se anunció su venta al Dalian Yifang de la Superliga China por una cantidad cercana a los 11 millones de euros. Después de tres años jugando allí, el 16 de agosto de 2022 se hizo oficial su vuelta a Portugal y al Rio Ave F. C. firmando por dos temporadas. Pasado ese tiempo inició una nueva etapa en Arabia Saudita al fichar por el Al-Orobah F. C. Esta duró medio año y a finales de 2024 regresó al fútbol europeo tras unirse al Gaziantep F. K.

## Selección nacional
El 7 de mayo fue convocado por primera vez a la selección de Ghana para los encuentros amistosos contra Japón e Islandia. Debutó como titular con gol el 30 de mayo en la victoria por 2-0 sobre Japón marcando desde el tiro penal.

## Estadísticas
| Club                           | Div.          | Temporada     | Liga  | Liga  | Copa nacional | Copa nacional | Copa internacional | Copa internacional | Total | Total | Media goleadora |
| Club                           | Div.          | Temporada     | Part. | Goles | Part.         | Goles         | Part.              | Goles              | Part. | Goles | Media goleadora |
| ------------------------------ | ------------- | ------------- | ----- | ----- | ------------- | ------------- | ------------------ | ------------------ | ----- | ----- | --------------- |
| Rio Ave F. C. Portugal         | 1.ª           | 2014-15       | 14    | 1     | 6             | 1             | 9                  | 0                  | 29    | 2     | 0,07            |
| Moreirense F. C. Portugal      | 1.ª           | 2015-16       | 27    | 2     | 4             | 1             | —                  | —                  | 31    | 3     | 0,10            |
| Moreirense F. C. Portugal      | 1.ª           | 2016-17       | 26    | 7     | 7             | 3             | —                  | —                  | 33    | 10    | 0,30            |
| Moreirense F. C. Portugal      | 1.ª           | 2017-18       | 2     | 0     | 1             | 0             | —                  | —                  | 3     | 0     | 0,0             |
| Moreirense F. C. Portugal      | Total club    | Total club    | 55    | 9     | 12            | 4             | 0                  | 0                  | 67    | 13    | 0,19            |
| Levante U. D. · España         | 1.ª           | 2017-18       | 25    | 6     | 4             | 1             | —                  | —                  | 29    | 7     | 0,24            |
| Levante U. D. · España         | 1.ª           | 2018-19       | 16    | 1     | 3             | 0             | —                  | —                  | 19    | 1     | 0,05            |
| Levante U. D. · España         | Total club    | Total club    | 41    | 7     | 7             | 1             | 0                  | 0                  | 48    | 8     | 0,17            |
| Dalian Pro F. C. China         | 1.ª           | 2019          | 21    | 8     | 1             | 3             | —                  | —                  | 22    | 11    | 0,5             |
| Dalian Pro F. C. China         | 1.ª           | 2020          | 7     | 2     | 1             | 0             | —                  | —                  | 8     | 2     | 0,25            |
| Dalian Pro F. C. China         | 1.ª           | 2021          | 13    | 3     | 0             | 0             | —                  | —                  | 13    | 3     | 0,23            |
| Dalian Pro F. C. China         | Total club    | Total club    | 41    | 13    | 2             | 3             | 0                  | 0                  | 43    | 16    | 0,37            |
| Rio Ave F. C. Portugal         | 1.ª           | 2022-23       | 28    | 6     | 3             | 0             | —                  | —                  | 31    | 6     | 0,19            |
| Rio Ave F. C. Portugal         | 1.ª           | 2023-24       | 27    | 7     | 2             | 0             | —                  | —                  | 29    | 7     | 0,24            |
| Rio Ave F. C. Portugal         | Total club    | Total club    | 69    | 14    | 11            | 1             | 9                  | 0                  | 89    | 15    | 0,17            |
| Al-Orobah F. C. Arabia Saudita | 1.ª           | 2024-25       | 13    | 2     | 1             | 0             | —                  | —                  | 14    | 2     | 0,14            |
| Al-Orobah F. C. Arabia Saudita | Total club    | Total club    | 13    | 2     | 1             | 0             | 0                  | 0                  | 14    | 2     | 0,14            |
| Gaziantep F. K. Turquía        | 1.ª           | 2024-25       | 16    | 4     | 2             | 0             | —                  | —                  | 18    | 4     | 0,22            |
| Gaziantep F. K. Turquía        | Total club    | Total club    | 16    | 4     | 2             | 0             | 0                  | 0                  | 18    | 4     | 0,22            |
| Total carrera                  | Total carrera | Total carrera | 235   | 49    | 35            | 9             | 9                  | 0                  | 279   | 58    | 0,21            |

### Tripletes
| Lista de partidos en los que anotó tres o más goles | Lista de partidos en los que anotó tres o más goles | Lista de partidos en los que anotó tres o más goles | Lista de partidos en los que anotó tres o más goles | Lista de partidos en los que anotó tres o más goles | Lista de partidos en los que anotó tres o más goles | Lista de partidos en los que anotó tres o más goles |
| #                                                   | Fecha                                               | Estadio                                             | Partido                                             | Goles                                               | Resultado                                           | Competición                                         |
| --------------------------------------------------- | --------------------------------------------------- | --------------------------------------------------- | --------------------------------------------------- | --------------------------------------------------- | --------------------------------------------------- | --------------------------------------------------- |
| 1                                                   | 13 de mayo de 2018                                  | Estadio Ciudad de Valencia, Valencia                | Levante – FC Barcelona                              |                                                     | 5 – 4                                               | Primera División de España 2017-18                  |

## Palmarés

### Campeonatos nacionales
| Título                      | Club             | País     | Año  |
| --------------------------- | ---------------- | -------- | ---- |
| Copa de la Liga de Portugal | Moreirense F. C. | Portugal | 2017 |